# Roberta dos Santos
Roberta Almeida dos Santos (* 22. November 1998) ist eine brasilianische Leichtathletin, die sich auf den Siebenkampf spezialisiert hat.

## Sportliche Laufbahn
Erste internationale Erfahrungen sammelte Roberta dos Santos im Jahr 2017, als sie bei den U20-Südamerikameisterschaften in Leonora mit 1,75 m die Silbermedaille im Hochsprung gewann. 2023 belegte sie bei den Südamerikameisterschaften in São Paulo mit 4850 Punkten den sechsten Platz im Siebenkampf und 2025 gewann sie bei den Hallensüdamerikameisterschaften in Cochabamba mit 4253 Punkten die Silbermedaille im Fünfkampf hinter ihrer Landsfrau Tamara de Sousa. Ende April gewann sie bei den Südamerikameisterschaften in Mar del Plata mit 5553 Punkten die Silbermedaille im Siebenkampf hinter der Kolumbianerin Martha Araújo.

## Persönliche Bestleistungen
- Hochsprung: 1,78 m, 16. September 2018 in Bragança Paulista
- Siebenkampf: 5642 Punkte, 30. Juni 2024 in São Paulo
  - Fünfkampf (Halle): 4253 Punkte, 22. Februar 2025 in Cochabamba